# Pasaporte húngaro

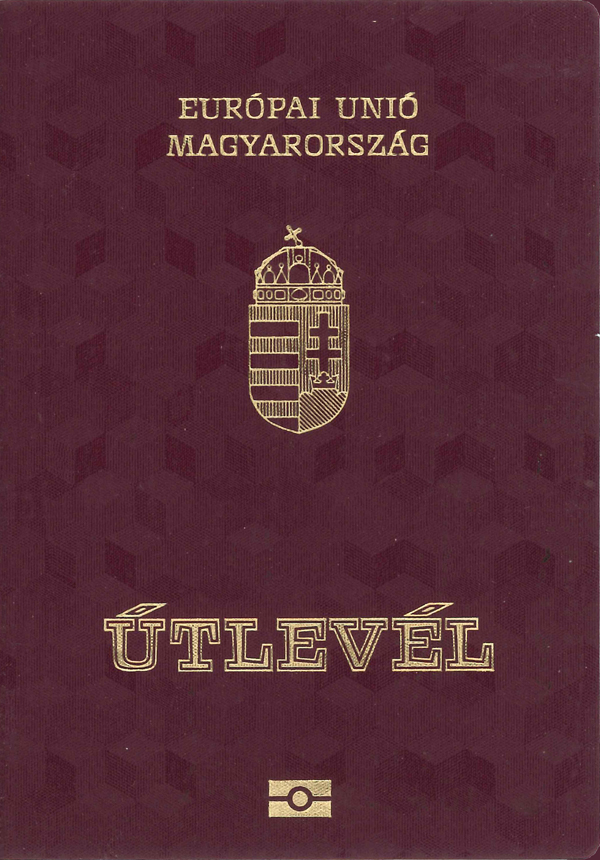
Pasaporte biométrico actual

El pasaporte húngaro (en húngaro: Magyar útlevél) se envía a ciudadanos húngaros para viajes internacionales por la oficina central de procesamiento de datos, registro y elecciones del Ministerio del Interior húngaro. Todos los ciudadanos húngaros también son ciudadanos de la Unión Europea. El pasaporte, junto con el documento de identidad nacional, permite la libre circulación y residencia en cualquiera de los estados de la Unión Europea y del Espacio Económico Europeo.

## Tipos
- Personal (pasaportes ordinarios emitidos a ciudadanos válidos por dos, cinco o diez años.)
- Oficial
  - Diplomático
  - Servicio
  - Servicio extranjero
  - Servicio de marina

## Diseño
A partir de 2013, los pasaportes húngaros regulares de la UE son de color burdeos (antes de que se usara un color azul marino), con el escudo de armas húngaro estampado en el centro de la portada. Las palabras "útlevél" (pasaporte , o más literalmente, Roadletter) inscritas debajo del escudo de armas y "Európai Unió" (Unión Europea), "Magyarország" (Hungría) arriba. El nuevo pasaporte biométrico húngaro tiene el símbolo biométrico estándar en la parte inferior.
Las páginas de sellos tienen notas musicales del Szózat visibles a la luz ultravioleta. La página de información de identidad contiene el título y las primeras ocho líneas del himno nacional en la firma del titular en relieve.

## Página de información personal
El pasaporte húngaro incluye los siguientes datos:
- Foto del titular del pasaporte (tipo pasaporte)
- Código (HUN)
- Número de pasaporte
- Apellido (1)
- Nombre/s de pila (2)
- Nacionalidad (3)
- Fecha de nacimiento (4)
- Sexo (5)
- Lugar de nacimiento (6)
- Fecha de emisión (7)
- Fecha de vencimiento (8)
- Autoridad (9)
- Firma del titular (10)

La página de información termina con la zona legible por la máquina.

### Idiomas
La página de información/datos está impresa en húngaro, inglés y francés; la traducción en todas las demás lenguas oficiales de la UE está presente en cualquier otro lugar del pasaporte.

## Galería de pasaportes

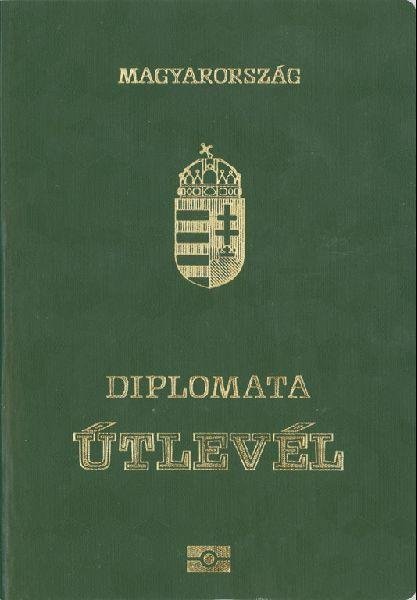
Pasaporte biométrico diplomático
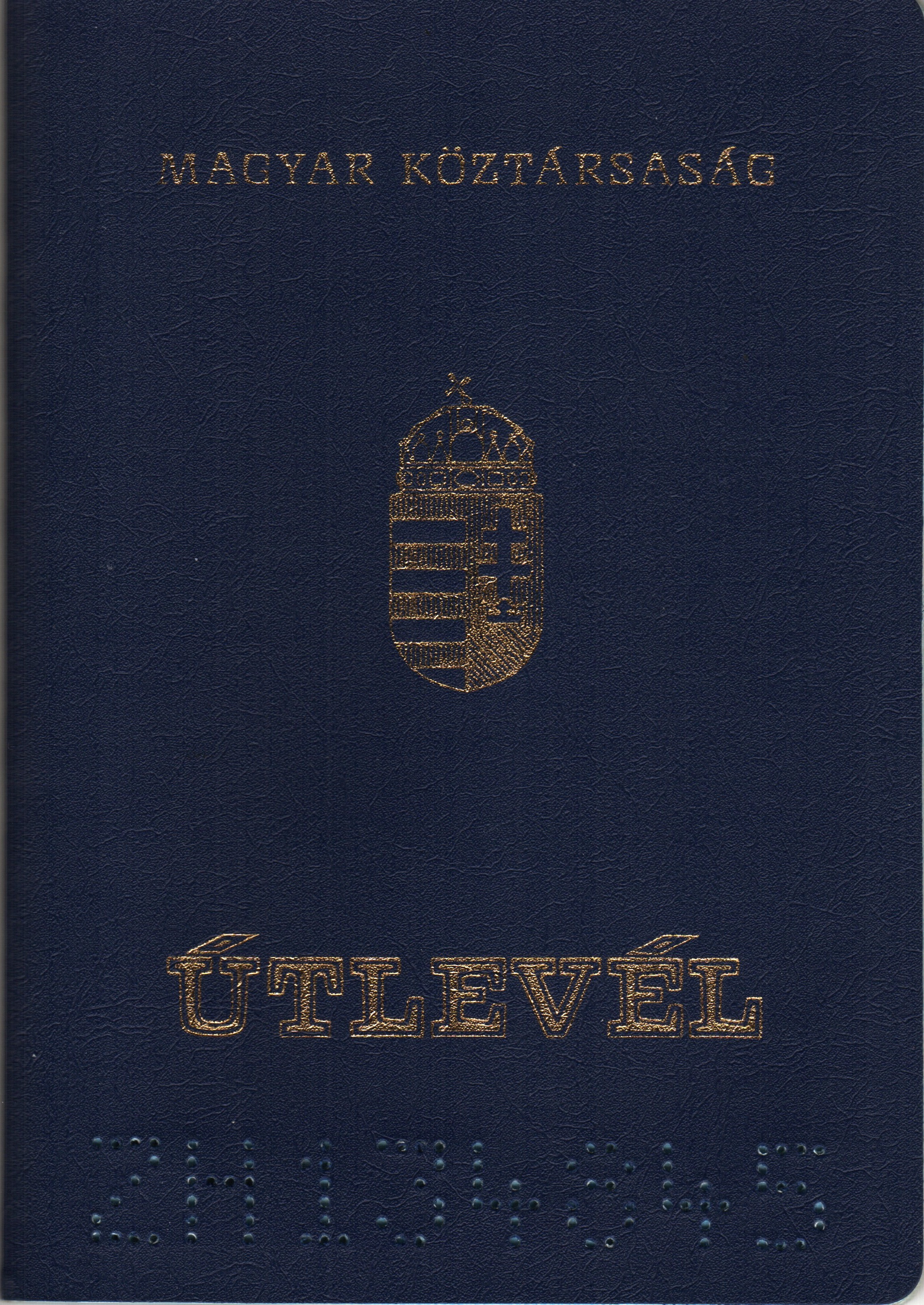
Pasaporte regular. Versión prebiométrica
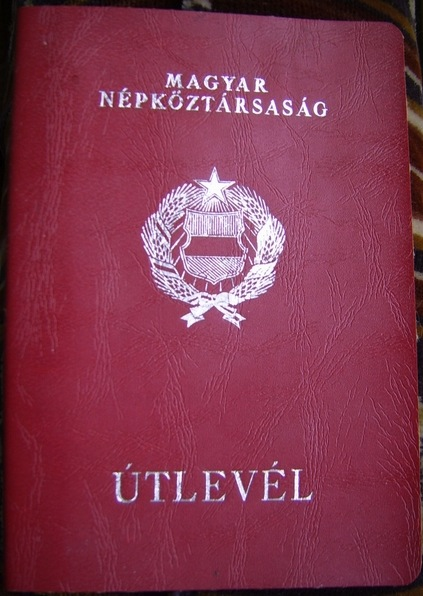
Pasaporte regular de 1972
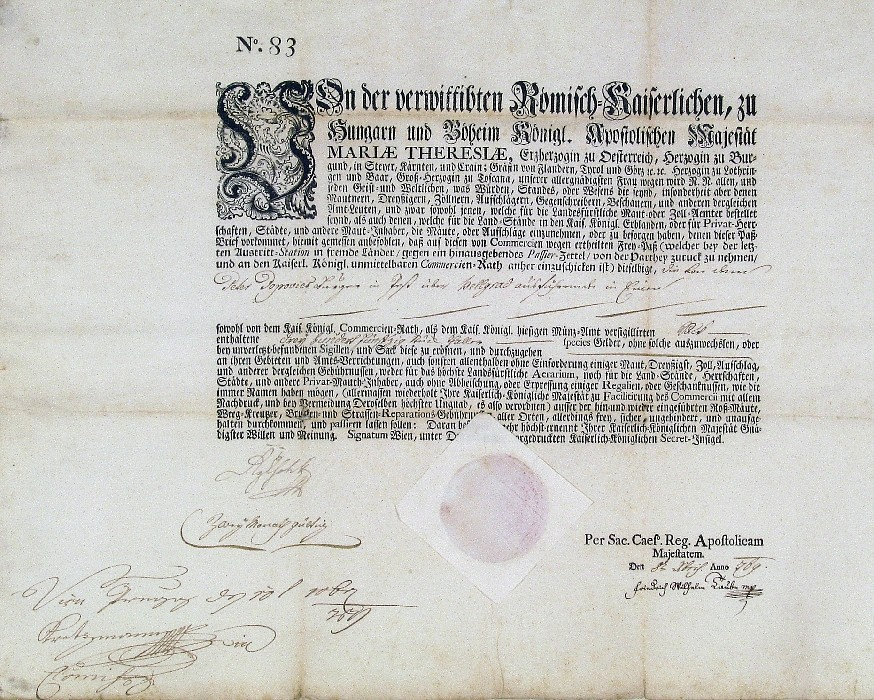
Pasaporte húngaro histórico de Peter Popovics, 1769

## Requerimientos de visado

### Pasaporte regular

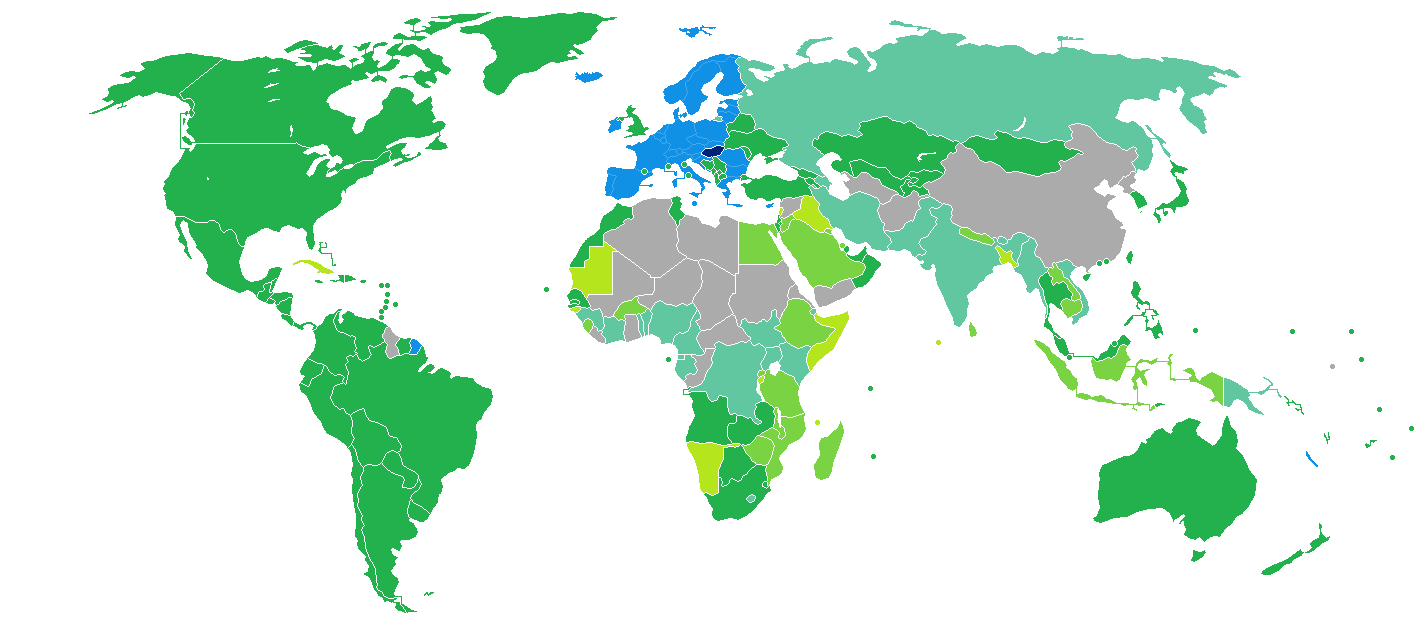
Hungría
Libre movimiento
No requiere visa
Visa a la llegada
eVisa
Visa disponible tanto a la llegada como en línea
Se requiere visa antes de la llegada

Los requisitos de visa para los ciudadanos húngaros son las restricciones administrativas de entrada de las autoridades de otros estados que se coloca a los ciudadanos de Hungría. En 2017, los ciudadanos húngaros tenían visa o acceso de visa a su llegada a 167 países y territorios, clasificando el pasaporte húngaro como el décimo en el mundo según el índice de restricciones de visa.

### Pasaporte diplomático

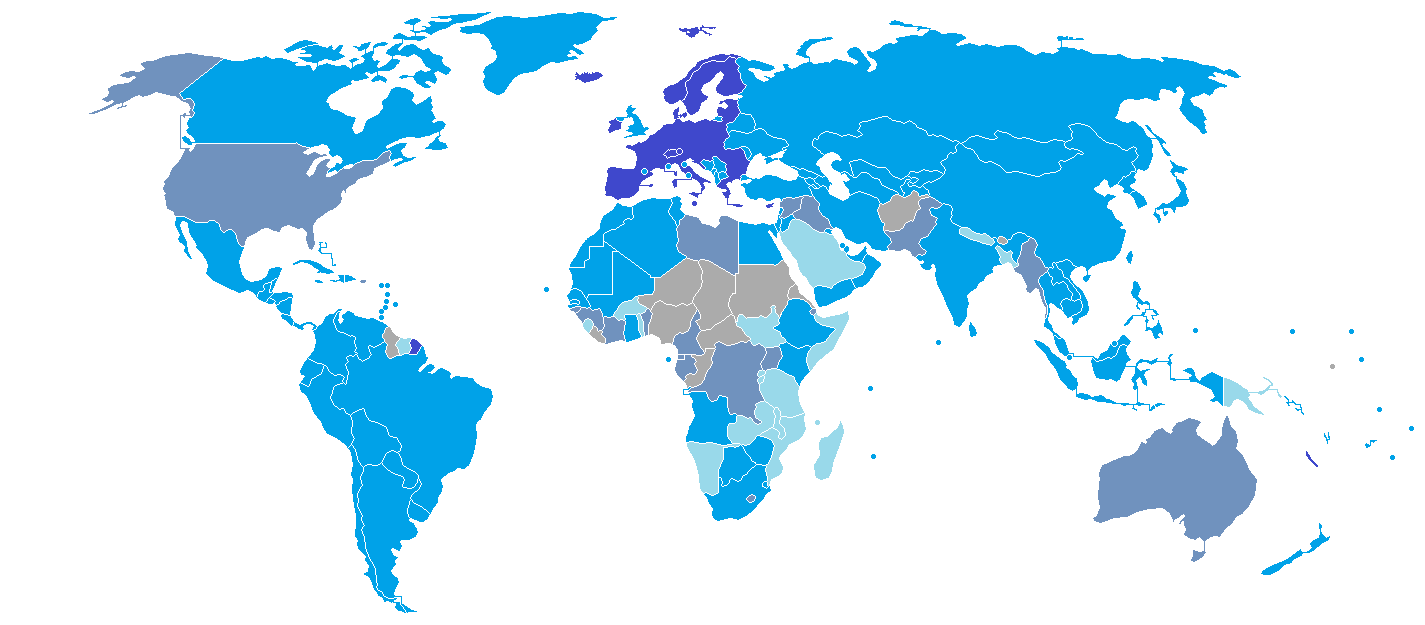
Unión Europea (acceso ilimitado)
Visa libre
Visa a la llegada
Se requiere registro de Internet previo a la llegada (ESTA, eVisitor)
Visa requerida

Un pasaporte ordinario húngaro, con acceso sin visado a todos los países desarrollados del mundo, es un documento de viaje muy conveniente según los estándares internacionales. Sin embargo, no es tan útil como un pasaporte diplomático húngaro, que tiene aún menos restricciones de visa asociadas. Varios países ofrecen acceso sin visado a los titulares de un pasaporte diplomático húngaro, pero no a los titulares de pasaportes ordinarios. Este es especialmente el caso de China (desde 1992), Rusia (2001) e India (2003). A partir de julio de 2009, los diplomáticos húngaros pueden ingresar a todos los países del G8+5 sin visa. l pasaporte diplomático húngaro tiene la distinción de ser el único documento de viaje en el mundo que otorga dicha entrada sin visado a todos los Estados miembros del G8+5.